# Krzyż i Medal Niepodległości
Krzyż Niepodległości i Medal Niepodległości – polskie wojskowe odznaczenie państwowe okresu międzywojennego.
Krzyż i Medal Niepodległości zostały ustanowione rozporządzeniem Prezydenta RP z dnia 29 października 1930 o Krzyżu i Medalu Niepodległości w celu „odznaczenia osób, które zasłużyły się czynnie dla niepodległości Polski w okresie przed wojną światową lub podczas jej trwania oraz w okresie walk orężnych polskich w latach 1918–1921, z wyjątkiem wojny polsko-rosyjskiej na obszarze Polski”. Przejściowo w okresie 1954–1959 nadawany na emigracji. Ponownie ustanowiony w sierpniu 2010 w zmienionej formie jako Order Krzyża Niepodległości.

## Krzyż i Medal Niepodległości

### Historia
Inicjatywa ustanowienia odznaczenia Krzyż Niepodległości pojawiła się w 1928 na wniosek Aleksandry Piłsudskiej, która zwróciła uwagę, że wielu działaczy PPS zasłużonych dla niepodległości nie posiada żadnych odznaczeń – jako że nie służyli w wojsku. Inicjatywa ta przekazana płk. Adamowi Kocowi spotkała się z poparciem wojska. Gen. Kazimierz Sosnkowski w końcu listopada 1928 zwrócił się do Prezydenta Ignacego Mościckiego i premiera Kazimierza Bartla z wnioskiem o inicjatywę mającą na celu „naprawienia krzywd, jakie spotkały liczne rzesze zasłużonych w pracy nad zdobyciem niepodległości, a pominiętych w dotychczasowych listach odznaczeniowych Orderu Odrodzenia Polski”.
Na spotkaniu 18 grudnia 1928 powstała Główna Komisja Odznaczeniowa, której celem było przygotowanie list osób, które miały otrzymać nowe odznaczenia. W skład Komisji weszli: Aleksandra Piłsudska (przewodnicząca), gen. Kazimierz Sosnkowski, gen. Edward Rydz-Śmigły, płk Jan Kołłątaj-Srzednicki, ppłk Aleksander Prystor, ppłk Wacław Jędrzejewicz, mjr Ignacy Junosza-Drewnowski, posłowie: ppłk Adolf Maciesza, płk Walery Sławek, płk Adam Koc. Później włączono por. Franciszka Sakowskiego z Biura Kapituły Virtuti Militari.
Powołano 27 komisji środowiskowych: Powstanie 1863, Polska Partia Socjalistyczna, Sprawa Klińskiego i zaburzenia na Uniwersytecie Warszawskim, Narodowy Związek Robotniczy, Strajki szkolne w byłym zaborze rosyjskim, Chełmszczyzna, Tajna Akcja Oświatowa, Przygotowanie Ruchu Zbrojnego 1907–1914, Związek Walki Czynnej i Związek Strzelecki, Polskie Drużyny Strzeleckie i Organizacja Zarzewie, Organizacja Młodzieży Narodowej, Organizacja Filarecja, Organizacja Zaranie, Legiony Polskie, Polska Organizacja Wojskowa oraz sprawy odznaczeń dla Harcerstwa i Organizacja Sokół, Centralny Komitet Narodowy, Akcja kolejarzy, Liga kobiet, Pomoc żołnierzowi Polskiemu, Formacje Polskie na Wschodzie, Dywizja Syberyjska, Armia Polska we Francji, Komitet Obrony Narodowej w Ameryce, Powstanie Poznańskie, Powstania Górnośląskie, Jeńcy i Więźniowie Ideowi, Organizacje Niepodległościowe w Rosji Centralnej, Strzelcy Nadniemeńscy i Związek Obrońców Ojczyzny, Śląsk Cieszyński, Komisja Ogólna.
W 1938 powstała nowa komisja Powstanie na Śląsku Cieszyńskim za Olzą. Komisje środowiskowe miały także typować kandydatów do istniejących odznaczeń: Orderu Odrodzenia Polski oraz Krzyża Zasługi.
Na posiedzeniu Głównej Komisji Odznaczeniowej w dniu 11 marca 1929 zaproponowano utworzenie specjalnego odznaczenia dla osób zasłużonych dla niepodległości. W lipcu 1929 koncepcja odznaczenia pod nazwą Krzyża Niepodległości została przyjęta przez Komisję, a następnie rozporządzeniem Prezydenta RP z dnia 29 października 1930 o Krzyżu i Medalu Niepodległości, w celu „odznaczenia osób, które zasłużyły się czynnie dla niepodległości Polski w okresie przed wojną światową lub podczas jej trwania oraz w okresie walk orężnych polskich w latach 1918–1921, z wyjątkiem wojny polsko-rosyjskiej na obszarze Polski”, ustanowiono nowe odznaczenie.
10 marca 1931 Sejm przyjął poprawkę do art. 1 dekretu, ustanawiając Medal i Krzyż jako odznaczenia wojskowe. Miało to umożliwić przyznawanie odznaczenia posłom i senatorom, bowiem zgodnie z art. 22 Konstytucji w trakcie kadencji nie mogli przyjmować żadnych orderów i odznaczeń poza odznaczeniami wojskowymi. 10 marca 1937 przyjęto ustawę o zmianie rozporządzenia Prezydenta, umożliwiając nadawanie Krzyża do 30 czerwca 1938. Natomiast 19 października 1938 Prezydent dokonał zmiany rozporządzenia, umożliwiając przyznawanie Krzyża dla osób, które zasłużyły się czynnie „w okresie walk powstańczych o wyzwolenie w roku 1938 Śląska Cieszyńskiego za Olzą” (tzn. podczas zajęcia Zaolzia).

### Zasady nadawania
Odznaczenie posiadało trzy klasy:
- Krzyż Niepodległości z Mieczami – przyznawany dla tych, którzy walczyli z bronią w ręku o niepodległość ojczyzny przed wojną światową, lub poza szeregami armii względnie walką tą kierowali (art. 3 Dekretu)
- Krzyż Niepodległości
- Medal Niepodległości

Odznaczenie nadawał Prezydent Rzeczypospolitej Polskiej, któremu osobę odznaczoną przedstawiał Prezes Rady Ministrów na podstawie wniosków Komitetu Krzyża i Medalu Niepodległości, który ukonstytuował się 7 listopada 1930 Komitet ten składał się z pierwszych dziesięciu osób wyróżnionych Krzyżem Niepodległości. W jego skład wchodzili: Józef Piłsudski (przewodniczący), Aleksandra Piłsudska (wiceprzewodnicząca), Walery Sławek (wiceprzewodniczący), Wacław Jędrzejewicz (sekretarz generalny), Aleksander Prystor, Kazimierz Sosnkowski, Edward Rydz-Śmigły, Julian Stachiewicz, Adam Koc i Jan Kołłątaj-Srzednicki. Po śmierci: Juliana Stachiewicza (20 września 1934) oraz Józefa Piłsudskiego (12 maja 1935), Komitet uzupełnił w czerwcu 1935 swój skład o gen. bryg. Mieczysława Dąbkowskiego oraz płk. dypl. rez. Bolesława Świdzińskiego. Po śmierci Józefa Piłsudskiego zmienił się skład komitetu. 15 marca 1937 przewodniczącym komitetu został wybrany Walery Sławek, a wiceprzewodniczącymi Aleksandra Piłsudska (pierwotnie wybrana przewodniczącą, lecz nie przyjęła tej funkcji) i Aleksander Prystor. Po śmierci W. Sławka (3 kwietnia 1939), przewodniczącym Komitetu został Aleksander Prystor.

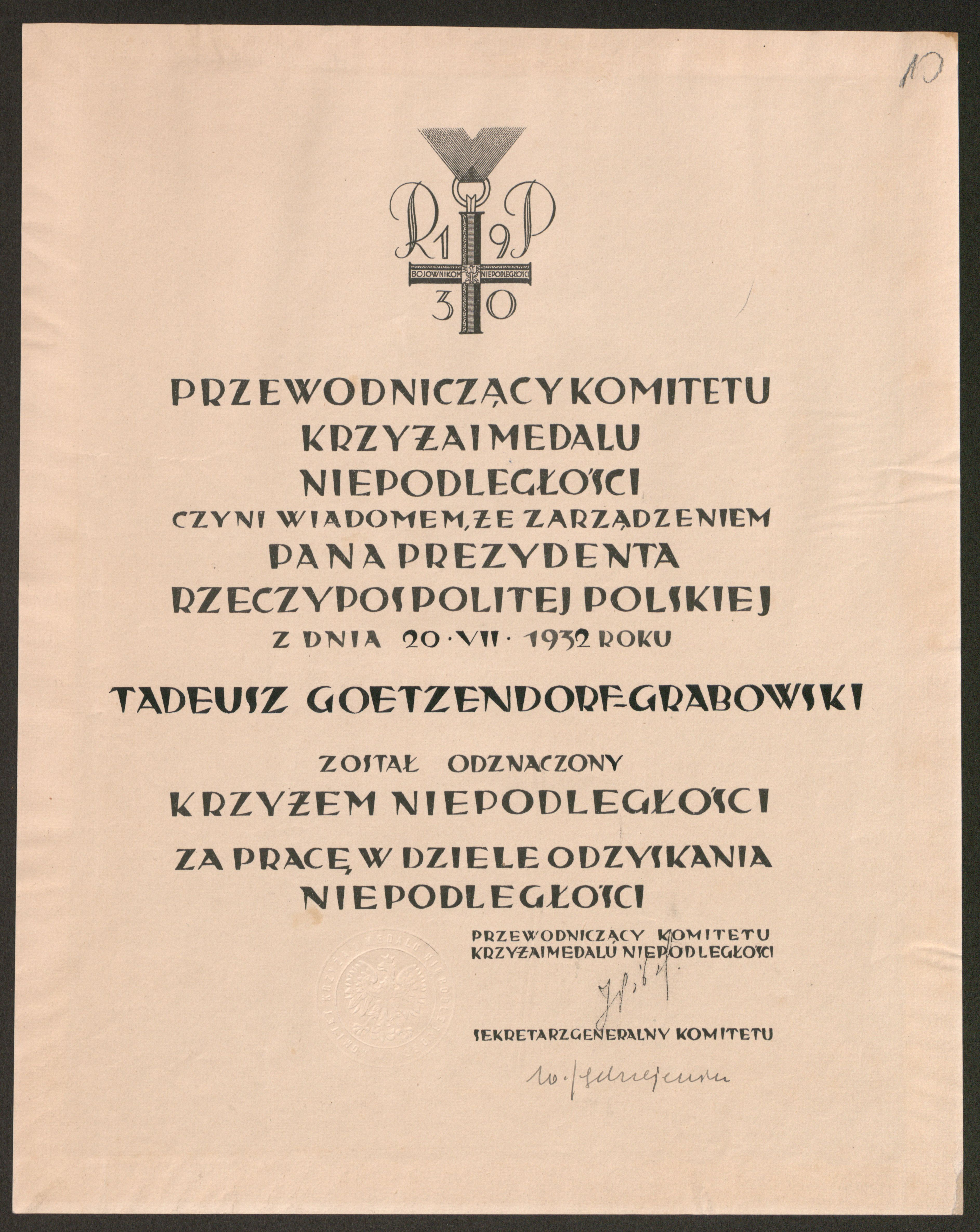
Dyplom nadania Krzyża Niepodległości

Koszty odznak i dyplomów pokrywali odznaczeni. Według pierwotnego brzmienia rozporządzenia, można było nadawać odznaczenie tylko do 31 grudnia 1932, następnie do 30 czerwca 1938, a za Zaolzie do 31 marca 1939.
W roku 1930 przyznano odznaczenia weteranom powstań narodowych: Krzyż Niepodległości z Mieczami 334 osobom, Krzyż Niepodległości 39 osobom, Medal Niepodległości 51 osobom. W latach 1930–1938 nadano:
- Krzyż Niepodległości z Mieczami – 1816 osobom, w tym 323 razy pośmiertnie
- Krzyż Niepodległości – 35 271 osobom, w tym 7917 razy pośmiertnie
- Medal Niepodległości – 51 665, w tym 3019 razy pośmiertnie[8]

21 stycznia 1933 prezydent RP Ignacy Mościcki nadał Krzyż Niepodległości z Mieczami „poległym i zmarłym Powstańcom 1863 r., jako symbol uznania ich zasług w walce o niepodległość Polski”. Tego samego dnia, zgodnie z zarządzeniem prezydenta, generał Edward Śmigły-Rydz zawiesił order na Krzyżu Traugutta na stokach Cytadeli Warszawskiej.
Obrońcy Lwowa polegli od 1 do 21 listopada 1918 zostali odznaczeni przez prezydenta RP Ignacego Mościckiego 9 listopada 1933 Krzyżem Niepodległości z Mieczami.
30 maja 1938 Komitet Krzyża i Medalu Niepodległości nie rozpatrzył wniosku Gminy Miejskiej Łódź „wobec przyjętej zasady nie odznaczania sztandarów miast i instytucji”.
W ustawie z dnia 10 marca 1937 wprowadzono w art. 9 przepis o możliwości odebrania odznaczenia, w którym określono, że odznaczenie traci się w wyniku wyroku sądu powszechnego orzekającego o utracie odznaczeń oraz na mocy orzeczenia Sądu Honorowego powołanego na mocy tej ustawy wybieranego spośród odznaczonych na 6-letnie kadencje, co dwa lata 1/3 składu miała być wymieniana, orzeczenie to musiało być zatwierdzone przez Prezydenta.
Sąd Honorowy ukonstytuował się 20 kwietnia 1937. Przewodniczącym był: gen. bryg. Ferdynand Zarzycki, zastępcami: gen. bryg. Jan Kazimierz Kruszewski i gen. bryg. Teofil Maresch. Ponadto w skład Sądu wchodzili jako sekretarze: mjr Wiktor Kaliciński, mjr Kazimierz Kierowski, mjr Bronisław Kowalczewski, dr Wojciech Chuchla i kpt. Władysław Karaś.
Do lutego 1939 do Sądu wpłynęło 631 spraw. Rozpatrzono ich do tego czasu 201. Odznaczenie odebrano w 67 przypadkach, zaś w 134 przypadkach pozostawiono odznaczenie. Nie rozpatrzono natomiast w tym czasie 430 spraw (2 244 znajdowały się w trakcie sprawdzania, 109 skierowano do rozpatrzenia przez Sąd Honorowy, zaś 77 objętych było dochodzeniem prokuratorskim).
W związku z tym, że ta sama osoba nie mogła posiadać dwóch różnych klas tego odznaczenia jednocześnie (zwyczaj nienadawania kilku stopni tego samego odznaczenia za ten sam czyn), przyjęto praktykę wymieniania otrzymanej wcześniej niższej klasy na wyższą – dotyczyło to przede wszystkim zasłużonych żołnierzy. Medal Niepodległości zamieniono na Krzyż m.in. płk. Stanisławowi Dąbkowi, a Krzyż na Krzyż z Mieczami m.in. płk. Bolesławowi Wieniawie-Długoszowskiemu.
Stanisław Wojciechowski, Bolesław Limanowski, Władysław Kolendo (powstaniec styczniowy) i wdowa po Feliksie Perlu odmówili przyjęcia Krzyża Niepodległości.

### Prawa i przywileje
Odznaczonym Krzyżem i Medalem Niepodległości przysługiwały szczególne prawa, m.in.:
- mieli czynne (pod warunkiem ukończenia 30 lat) i bierne (pod warunkiem ukończenia 40 lat) prawo wyborcze do Senatu (pod rządem Ordynacji wyborczej z 8 lipca 1935 roku)
- prawo do zniżki kolejowej (przy czym dla odznaczonych Krzyżem Niepodległości z Mieczami zniżka wynosiła 80%, a dla odznaczonych Medalem Niepodległości wynosiła ona 33%)
- prawo pierwszeństwa ich dzieci przy przyjmowaniu do szkół państwowych i publicznych, do szkół samorządowych i zakładów naukowych oraz o zwolnienia od opłat administracyjnych w tych szkołach i zakładach
- prawo do zaliczenia do wysługi emerytalnej okresu działalności zmierzającej do odzyskania niepodległości
- prawo pierwszeństwa przy obsadzaniu stanowisk w urzędach, przedsiębiorstwach
- prawo otrzymania pracy.

Ponadto osoby odznaczone Krzyżem Niepodległości miały prawo:
- do ubiegania się o zaopatrzenie ze Skarbu Państwa dla siebie, a po zgonie odznaczonego, także sieroty po nim oraz rodzice.

### Opis odznaki
Oznaką Krzyża Niepodległości jest krzyż równoramienny wykonany z brązu pozłacany i emaliowany o wymiarach 42 × 42 mm. Ramiona krzyża mają przekrój spłaszczonego ośmioboku, rozszerzonego na krawędziach, są złączone pośrodku kwadratową tarczą. Na awersie ramiona krzyża są pokryte czarną emalią, przedzieloną paskiem złoconym, na którym, na ramionach poziomych, jest wybity napis: BOJOWNIKOM – NIEPODLEGŁOŚCI. W tarczy środkowej jest umieszczony stylizowany orzeł, wykonany na zasadzie wklęsłego reliefu. Na rewersie cała powierzchnia krzyża jest złocona.
Oznaką Krzyża Niepodległości z Mieczami jest taki sam krzyż z tym, że między krzyżem a wstążką są umieszczone dwa skrzyżowane, złocone miecze, połączone ażurowym ornamentem.
Oznaką Medalu Niepodległości jest okrągły medal bity w brązie, o średnicy 35 mm. Na awersie w polu środkowym znajduje się wyobrażenie trzech hydr, przebitych trzema mieczami. W otoku jest napis: BOJOWNIKOM NIEPODLEGŁOŚCI. Na rewersie pośrodku litery RP.
Projektantem odznak był artysta malarz prof. Mieczysław Kotarbiński, a wykonawcą większości odznaczeń pracownia Wiktora Gontarczyka. Później formę odznaki Krzyża Niepodległości powtórzono w Krzyżu Ochotniczym za Wojnę i Krzyżu za udział w Wojnie 1918–1921.
Wstążka odznaczenia dla wszystkich klas jest identyczna i ma szerokość 37 mm, jest koloru czarnego z paskiem czerwonym wzdłuż obu boków o szerokości 3 mm.
W starszeństwie polskich orderów i odznaczeń Krzyż Niepodległości zajmował miejsce przed Krzyżem Oficerskim Orderu Odrodzenia Polski (IV klasy), a Medal Niepodległości przed Srebrnym Krzyżem Zasługi.

## Krzyż i Medal Niepodległości Polski Podziemnej
Odznaczenie zostało wznowione na mocy dekretu z 12 sierpnia 1954 Prezydenta RP na Obczyźnie Augusta Zaleskiego pod nieco zmienioną nazwą Krzyża i Medalu Niepodległości Polski Podziemnej, nadającego tym samym dekretem Krzyże Niepodległości z mieczami stołecznemu miastu Warszawie oraz poległym: Stefanowi Grot-Roweckiemu, o. Maksymilianowi Kolbemu, Franciszkowi Kwiecińskiemu, Mieczysławowi Niedziałkowskiemu, Leonowi Nowodworskiemu, Janowi Piekałkiewiczowi, Kazimierzowi Pużakowi, Maciejowi Ratajowi, Cyrylowi Ratajskiemu, Stefanowi Starzyńskiemu. Zmiany wprowadzone w kształcie odznaczenia miały polegać na umieszczeniu znaku Polski Walczącej na dolnym ramieniu Krzyża i w dolnej części Medalu Niepodległości.
Dekret został zmodyfikowany w 1959, usuwając z nazwy odznaczeń słowa „Polski Podziemnej” i całą dodatkową, wprowadzoną w 1954 symbolikę, ale wprowadzono odwrócenie kolorów wstążki odznaczeniowej (czerwona z czarnymi paskami), analogicznie jak miało to miejsce w wypadku Krzyża Walecznych z 1941. Zaktualizowana wersja dekretu z 1959, podobnie jak poprzednia, obowiązywała tylko na papierze i żadne dalsze nadania nie zostały dokonane. Było to spowodowane głównie trwającym od 1954 aż do śmierci Prezydenta Augusta Zaleskiego w 1972 konfliktem pomiędzy Prezydentem a Radą Trzech.

Baretki Krzyży i Medalu Niepodległości (1959)
Krzyż Niepodległości z Mieczami
Krzyż Niepodległości
Medal Niepodległości